# Polydrusus flavipes
Polydrusus flavipes é uma espécie de insetos coleópteros polífagos pertencente à família Curculionidae.
A autoridade científica da espécie é De Geer, tendo sido descrita no ano de 1775.
Trata-se de uma espécie presente no território português.